# Benjamin Freidenberg

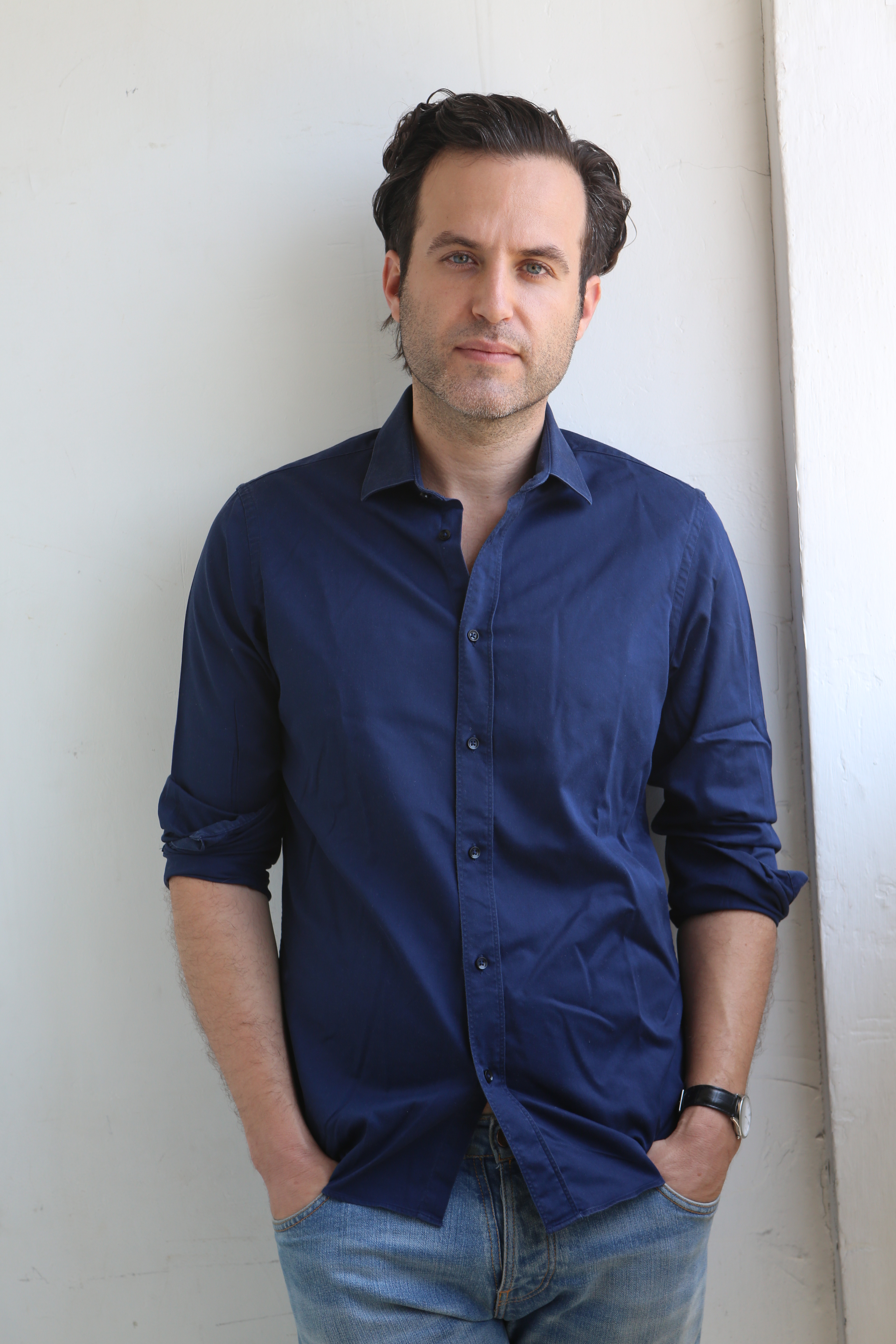
Benjamin Freidenberg (2015)

Benjamin Freidenberg (geboren am 12. März 1980) ist ein Drehbuchautor, Regisseur, Dozent, und Filmwissenschaftler.

## Biografie
Freidenberg ist Absolvent der Film- und Fernsehschule Sam Spiegel (2003–2008). Seine Filme wurden in vielen Museen und auf vielen Festivals gezeigt, darunter das Locarno Festival, das MoMA und das Jerusalem Film Festival.
Von 2010 bis 2016 war er wissenschaftlicher Mitarbeiter der Judaica-Fotosammlung im Katalog der Hollis Harvard University Library, die rund eine Million Bilder von der Entstehung der Fotografie Mitte des 19. bis zum Ende des 20. Jahrhunderts umfasst.
Seit 2016 arbeitet er als Verantwortlicher für den Inhalt und die Erhaltung der Micha-Shagrir-Sammlung in der Jerusalemer Cinematheque – einem öffentlich zugänglichen Filmarchiv, das dem Werk des Produzenten und Filmemachers Micha Shagrir gewidmet ist.
Freidenberg gründete das Jerusalem Filmmakers Forum (NGO) im Jahr 2017 und leitete es bis 2021.
Ab 2019 ist er Dozent an der Abteilung für Animation, Film und Videokunst an der Bezalel-Akademie für Kunst und Design Jerusalem und Seit 2020 ist Freidenberg der Leiter der Studienprogramme für arabischsprachige Studierende der Sam Spiegel der Sam Spiegel Film- und Fernsehschule.
Freidenberg hat an der Abteilung für Linguistik der Hebräischen Universität einen Bachelor- und einen Master-Abschluss erworben (2010–2018). Derzeit ist er Doktorand in der Abteilung für italienische und französische Studien an der Hebräischen Universität. Seine Forschung konzentriert sich auf die Filmsprache und den Einfluss der historischen Linguistik auf die Untersuchung der Syntax und Pragmatik von Kameraführung und Schnitt. Seine Doktorarbeit befasst sich mit dem Filmologischen Institut an der Sorbonne nach dem Zweiten Weltkrieg. Das Institut arbeitete daran, das Studium des Kinos zu einer wissenschaftlichen Disziplin zu machen, indem es Natur-, Geistes- und Sozialwissenschaften anwendete.
Freidenberg kuratierte eine Reihe von Filmprogrammen in der Jerusalemer Cinematheque und war als Dozent an der Tel Aviv Cinematheque und dem Tel Aviv Museum of Art tätig. Er verfasste Essays und war Redakteur der Filmzeitschrift Takriv (Close up). Außerdem übersetzte er Pier Pasolinis Essay „Thoughts on the Long Shot“ aus dem Jahr 1967, das sich mit der Ermordung von Präsident John F. Kennedy befasst, aus dem Italienischen.
Seit 2022 schreibt Freidenberg Rezensionen über Kino, Videokunst und Animation für das digitale Magazin Culture Treasures.

## Filmografie

### Regisseur
- Karl Marx. The Activist (Dokumentarfilm in voller Länge, Ausstrahlung am 11. Mai 2023).[9]
- Ethiopia Street (Kurzdokumentarfilm Sam Spiegel Film- und Fernsehschule, 2013).
- Guided Tour (Kurzspielfilm, Sam Spiegel Film- und Fernsehschule, 2009).[10][11]
- Rehearsal Room (Videotanz in Zusammenarbeit mit der Choreografin Iris Erez, Sam Spiegel Film- und Fernsehschule, 2007).
- Journal (Kurzspielfilm, Sam Spiegel Film- und Fernsehschule, 2007).
- A Quiet Street (Kurzdokumentarfilm, Sam Spiegel Film- und Fernsehschule, 2006).

### Casting-Abteilung
- „Son of Saul“ (Ungarn, 2015, Gewinner des Oscars für den besten internationalen Film).[12][13]

### Drehbuchautor
- „Wafa“ – TV-Serie (in Produktion) in Zusammenarbeit mit dem Drehbuchautor und Regisseur Ihab Jadallah.[14]
- Karl Marx. The Activist (Dokumentarfilm in voller Länge, Ausstrahlung am 11. Mai 2023).[15]
- Ethiopia Street (Kurzdokumentarfilm, Sam Spiegel Film- und Fernsehschule, 2013).
- Guided Tour (Kurzspielfilm, Sam Spiegel Film- und Fernsehschule, 2009).[16][17]
- Journal (Kurzspielfilm, Sam Spiegel Film- und Fernsehschule, 2007).
- A Quiet Street (Kurzdokumentarfilm, Sam Spiegel Film- und Fernsehschule, 2006).

## Auszeichnungen
- WestEnd Production Company Award beim Sam Spiegel Series Lab in Zusammenarbeit mit Netflix (2022).[18]
- Preis des Jerusalem Film und Fernsehfonds – Sam Spiegel Film Lab (2013).[19]
- ARTE-Preis für vielversprechende Regisseure – Jerusalem Filmfestival Pitchpoint (2012).
- Bester Kurzspielfilm Preis – Jerusalem Filmfestival (2009).
- Internationaler Verband der Film-, Audio- und Medienhochschulen CILECT (2009).[20]
- Bester Film Preis – Internationaler Wettbewerb des Studentenfilmfestivals von Tel Aviv (2010).

## Ehrenamtliches Engagement
- Mitgründer und CEO vom Jerusalem Filmmakers Forum (NGO 2016 – 2022).
- Mitbegründer und Co-Direktor des Internationalen Frauenfilmfestivals von Jerusalem (2020–2022).
- Vorstandsmitglied von Women in the Frame der Gleichstellung der Geschlechter in der Film- und Fernsehbranche (NGO; seit 2023).
- Vorstandsmitglied von Wild Kids – Artist as Educator Organization für Jugendbildung im künstlerischen Bereich (NGO, seit 2024).